# Xenia Desni

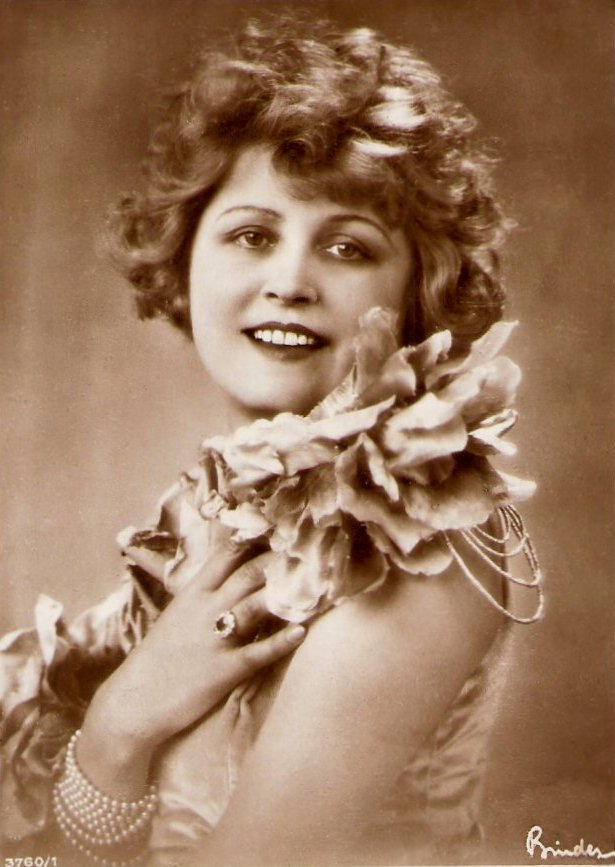
Xenia Desni, Fotografie (um 1928) von Alexander Binder

Xenia Desni (ukrainisch Ксенія Десні, gebürtig Desnitzkaya; * 19. Januar 1897 in Kiew, Russisches Reich; † 27. Juni 1962 in Roquefort-les-Pins Frankreich) war eine ukrainische Schauspielerin.

## Leben

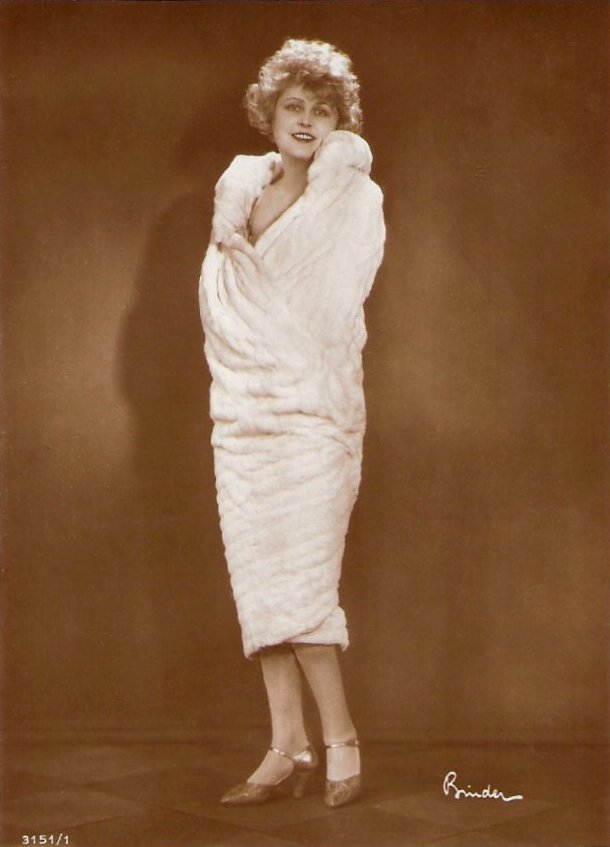
Xenia Desni, Fotografie (um 1928) von Alexander Binder

Die gebürtige Ukrainerin, deren künstlerisches Talent früh von ihren Eltern gefördert wurde, floh während der Russischen Revolution zunächst nach Konstantinopel, wo sie als Varieté-Tänzerin arbeitete und von dort nach Berlin. Hier begann – überwiegend mit Filmen unter der Regie von Johannes Guter – ihre erfolgreiche, wenn auch kurze Leinwandkarriere, die mit dem Aufkommen des Tonfilms beendet war.

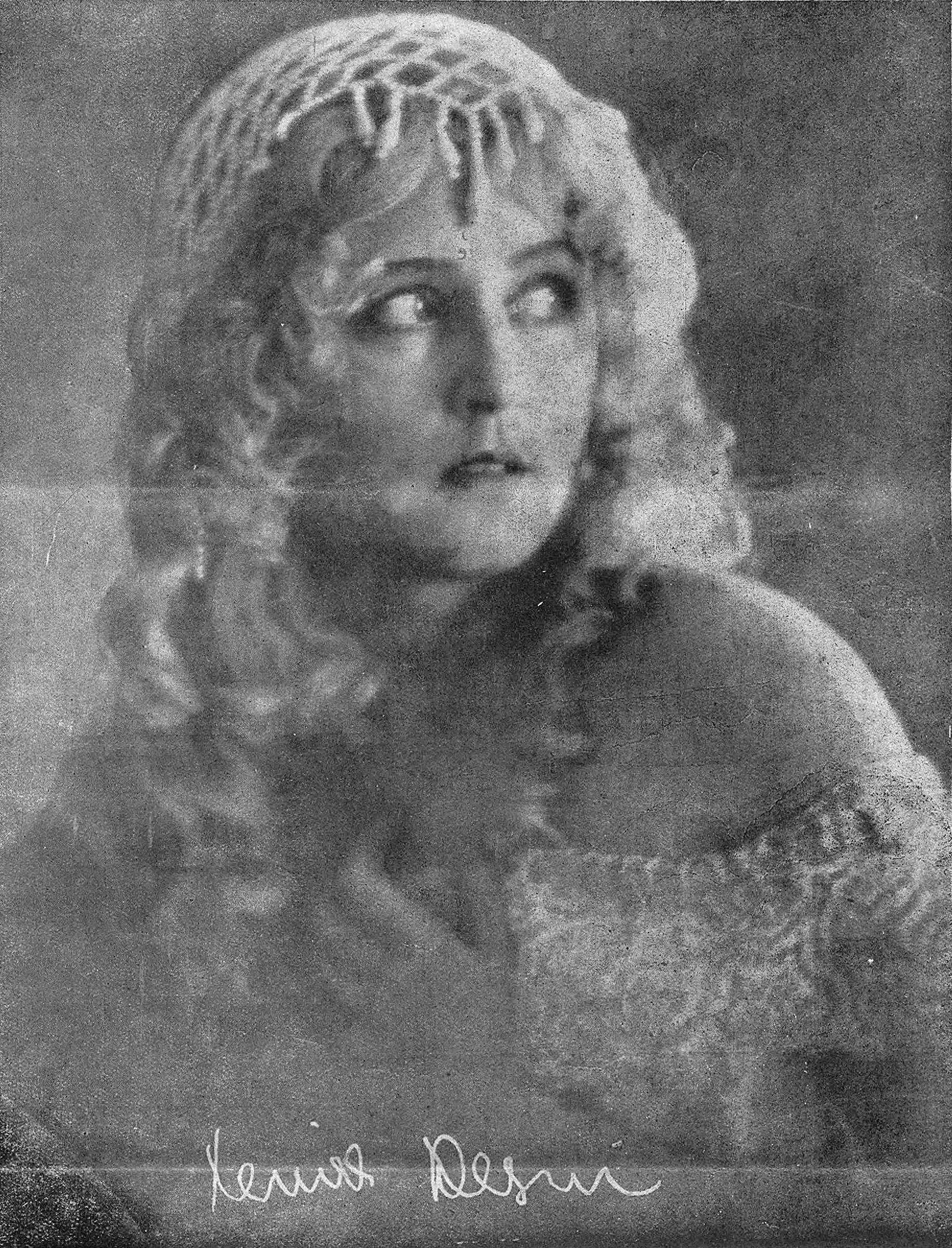
Xenia Desni (-1925)

Über den weiteren Lebensweg des ehemaligen Stummfilmstars ist wenig bekannt. Sie war die Mutter der Schauspielerin Tamara Desni und Schwiegermutter des kanadischen Schauspielers Raymond Lovell (1900–1953). In den Jahren 1924 bis 1926 ließ sie sich in Bansin eine „Sommerresidenz“ bauen, die sie mehrere Jahre mit ihrer Tochter bewohnte, bis das Haus in den Besitz des Großindustriellen Gerdes überging.
Xenia Desni verstarb am 27. Juni 1962 in Frankreich, Extrait de décès: No. 10/1962.

## Filmografie
- 1921: Die schwarze Pantherin
- 1921: Pariserinnen
- 1921: Weib und Palette
- 1922: Könnyved, der große Unbekannte
- 1922: Bardame
- 1922: Ruf des Schicksals
- 1923: Die Prinzessin Suwarin
- 1923: Wilhelm Tell
- 1923: Graf Cohn
- 1924: Der Sprung ins Leben
- 1924: Dekameron-Nächte
- 1925: Die gefundene Braut
- 1925: Ein Walzertraum
- 1926: Der rosa Diamant
- 1926: Familie Schimek
- 1926: Die Boxerbraut
- 1926: Küssen ist keine Sünd
- 1926: Nixchen
- 1926: Schützenliesel
- 1927: Der Soldat der Marie
- 1927: Der Meister der Welt
- 1927: Durchlaucht Radieschen
- 1927: Die Bräutigame der Babette Bomberling
- 1927: Madame wagt einen Seitensprung
- 1927: Ein rheinisches Mädchen beim rheinischen Wein
- 1927: Funkzauber
- 1927: Ein Mädel aus dem Volke
- 1927: Die drei Niemandskinder
- 1928: Die Orchideen-Tänzerin (La danseuse Orchidée)
- 1928: Herzog Hansl (Erzherzog Johann)